# Norik
 Ovo je glavno značenje pojma Norik. Za geološko razdoblje, doba u epohi gornji trijas pogledajte Norik (geološko razdoblje).
Norik je starorimska provincija, nalazila se većim dijelom na području današnje Austrije i Slovenije.